# 太平洋南極海嶺
太平洋南極海嶺（たいへいようなんきょくかいれい Pacific-Antarctic Ridge）は南東太平洋にある海嶺。東太平洋海嶺の南部に位置し、太平洋プレートと南極プレートの発散境界となっている。南はマッコーリー島沖のマッコーリー三重点を経て、南東インド洋海嶺に繋がっている。
ニュージランド南島は、かつて存在したフェニックス・プレートが海溝ごと南極プレートの下に沈んで南極大陸にリフトを形成し、リフトに生じたこの海嶺が海洋を拡大した結果、南極プレートを切離した断片である、という説がある。